# Liste der Kulturdenkmale im Stadtbezirk Volkmarode
Die Liste der Kulturdenkmale im Stadtbezirk Volkmarode umfasst einen Teil der Kulturdenkmale im Braunschweiger Stadtbezirk Volkmarode, basierend auf dem Braunschweiger Leit- und Informationssystem BLIK und Veröffentlichungen der Denkmalschutzbehörde Braunschweig.

## Kulturdenkmale
| Bild                                              | Bezeichnung                                       | Lage                                    | Beschreibung | Bauzeit | Eingetragen seit | Denkmal- nummer |
| ------------------------------------------------- | ------------------------------------------------- | --------------------------------------- | --- | ------- | ---------------- | --------------- |
| Alter Ortskern                                    | Alter Ortskern                                    | Volkmarode Alte Dorfstraße Karte        | Der alte Ortskern von Volkmarode, das in der ersten Hälfte des 19. Jahrhunderts noch ein bäuerliches Haufendorf war. |         |                  |                 |
| BW                                                | Am Lindenberg 6                                   | Schapen Am Lindenberg 6 Karte           | Hofanlage aus dem 19. Jahrhundert |         |                  |                 |
| Am Markt 5                                        | Am Markt 5                                        | Dibbesdorf Am Markt 5 Karte             | |         |                  |                 |
| BW                                                | Berliner Heerstraße 9                             | Volkmarode Berliner Heerstraße 9 Karte  | |         |                  |                 |
| Berliner Heerstraße 51                            | Berliner Heerstraße 51                            | Volkmarode Berliner Heerstraße 51 Karte | |         |                  |                 |
| Ehemaliger Bahnhof Schapen                        | Ehemaliger Bahnhof Schapen                        | Schapen Lindenallee 20 Karte            | Der Bahnhof Schapen wurde zusammen mit der gegenüberliegenden Gaststätte „Schäfers Ruh“ am 1. Oktober 1906 eröffnet. Er wurde bis in die 1950er Jahre für den Personenverkehr genutzt und anschließend bis 1971 als Güterbahnhof. |         |                  |                 |
| Gasthof Kersten                                   | Gasthof Kersten                                   | Dibbesdorf Alte Schulstraße 16 Karte    | Gasthaus aus dem Jahr 1820. | 1820    |                  |                 |
| BW                                                | Hof Alte Schulstraße 6                            | Dibbesdorf Alte Schulstraße 6 Karte     | Bestehend aus:Wohnhaus aus Fachwerk, erbaut um 1866 Scheune, Fachwerkbau, erbaut 1866 Stall aus Fachwerk, über Tordurchfahrt an das Haupthaus angebunden. 1866 erbaut.                                                            |         |                  |                 |
| BW                                                | Hof Alte Schulstraße 9                            | Dibbesdorf Alte Schulstraße 9 Karte     | |         |                  |                 |
| BW                                                | Hof Alte Schulstraße 12                           | Dibbesdorf Alte Schulstraße 12 Karte    | |         |                  |                 |
| Hof Lüddeweg 10                                   | Hof Lüddeweg 10                                   | Dibbesdorf Lüddeweg 10 Karte            | Wohn- und Wirtschaftsgebäude, Fachwerkbau erbaut 1866. |         |                  |                 |
| Moorhüttenteich (Ehemalige Tongrube der Ziegelei) | Moorhüttenteich (Ehemalige Tongrube der Ziegelei) | Volkmarode Am Papenholz Karte           | |         |                  |                 |
| Pfarrwitwenhaus                                   | Pfarrwitwenhaus                                   | Volkmarode Kirchgasse 6 Karte           | Fachwerkbau, erbaut um 1800. |         |                  |                 |
| Standort der Ziegelei Moorhütte                   | Standort der Ziegelei Moorhütte                   | Volkmarode Auf der Moorhütte Karte      | Standort der ehemaligen Ziegelei Moorhütte von 1799. 1978 abgerissen. | 1799    |                  |                 |
| Thomaskirche                                      | Thomaskirche                                      | Volkmarode Kirchgasse 5 Karte           | Gotische Kirche, 1861 durch Kreisbaumeister Friedrich Maria Krahe renoviert und erneuert. |         |                  |                 |